# Pilocrocis microthyralis
Pilocrocis microthyralis là một loài bướm đêm trong họ Crambidae.